# Cheater (canción de Michael Jackson)
"Cheater" es una canción escrita por Michael Jackson y Greg Phillinganes y originalmente estaba preparada para el séptimo álbum de estudio de Jackson, Bad (1987), pero fue eliminada de la lista de canciones por razones desconocidas. En 2001 Michael la re-trabajo con Fats para su álbum invincible pero no logro entrar. Después de ser enviado a las estaciones de radio de los Estados Unidos y el Reino Unido, el lanzamiento comercial completo de "Cheater" fue cancelado por razones no especificadas, convirtiendo la canción en un lanzamiento promocional. La canción fue lanzada el 16 de noviembre de 2004 en la caja recopilatoria "The Ultimate Collection".

## Antecedentes
"Cheater" fue escrita y producida por Michael Jackson, y coescrita por Greg Phillinganes. La canción fue originalmente pensada para el séptimo álbum de estudio de Jackson, Bad (1987). Sin embargo, no se incluyó en la lista de canciones final. Fue descrito por Stephen Thomas Erlewine de Allmusic.com como "funky, loose, and alive", diciendo "que es difícil no desear que Jackson no se preocupe por sus álbumes y solo grabar así todo el tiempo". Sin embargo, el lanzamiento comercial completo se canceló por motivos no especificados, y la canción se lanzó como parte de la caja recopilatoria "The Ultimate Collection"
Como promoción de la caja de edición limitada de "The Ultimate Collection" , Epic Records distribuyó una muestra de la compilación con doce canciones. Ocho canciones fueron lanzadas previamente, mientras que cuatro "Beautiful Girl", "Scared of the Moon", "We've Had Enough" y "Cheater" permanecieron inéditas hasta la publicación de la compilación. La muestra fue titulada "Highlights From The Ultimate Collection" en los Estados Unidos, y "The Ultimate Collection: CD Sampler" en Europa.

## Críticas
La canción recibió críticas positivas. Stephen Thomas Erlewine de Allmusic describió esta canción como "cosas buenas" y describió a "Cheater" como "tan funky, suelto y vivo que es difícil no desear que Jackson no se preocupe por sus álbumes y solo grabe así todo el tiempo".

## Lista de Canciones
| Descarga digital |                  |                                    |          |  |
| N.º              | Título           | Escritor(es)                       | Duración |  |
| 1.               | «Cheater» (Demo) | Michael Jackson, Greg Phillinganes | 5:08     |  |
| 5:08             |                  |                                    |          |  |

| Europa Promo |                        |                                    |          |  |
| N.º          | Título                 | Escritor(es)                       | Duración |  |
| 1.           | «Cheater» (Radio Edit) | Michael Jackson, Greg Phillinganes | 3:58     |  |
| 3:58         |                        |                                    |          |  |

| UK 12" Vinyl |                                    |                                    |          |  |
| N.º          | Título                             | Escritor(es)                       | Duración |  |
| 1.           | «Cheater» (Demo)                   | Michael Jackson, Greg Phillinganes | 5:09     |  |
| 2.           | «One More Chance» (R. Kelly Remix) | R. Kelly                           | 3:50     |  |
| 8:59         |                                    |                                    |          |  |

- Datos: Q1095079